# Zafar Iqbal
Zafar Iqbal (* 20. Juni 1956 im Bundesstaat Bihar) ist ein ehemaliger indischer Hockeyspieler. Er  spielte bei den Olympischen Spielen 1980 in Moskau in der siegreichen indischen Mannschaft.

## Sportliche Karriere
Der 1,72 m große Außenstürmer gehörte zur indischen Mannschaft, die bei den Asienspielen 1978 in Bangkok die Silbermedaille hinter der Mannschaft Pakistans gewann. Bei den Olympischen Spielen 1980 in Moskau gewannen die Inder in der Vorrunde drei Spiele und spielten zweimal unentschieden. Damit erreichten sie das Finale gegen die Spanier, die indische Mannschaft siegte mit 4:3. Zafar Iqbal erzielte im Turnierverlauf zwei Feldtore, beide beim 18:0-Sieg über die Mannschaft Tansanias.
Ende 1982 wurden in Neu-Delhi die Asienspiele 1982 ausgetragen. Gold ging an die amtierenden Weltmeister aus Pakistan, dahinter erhielten die Inder die Silbermedaille. 1984 bei den Olympischen Spielen in Los Angeles erreichten die Inder in der Vorrunde nur den dritten Platz hinter den Australiern und den Deutschen. In den Platzierungsspielen gewannen die Inder zweimal und belegten den fünften Platz in der Gesamtwertung.
1993 und 1994 war Zafar Iqbal indischer Nationaltrainer und gehörte mehrfach zum Stab der Mannschaft. Beruflich war er bei den Indian Airlines beschäftigt, wo er zum Verantwortlichen für die Liegenschaftsverwaltung aufstieg. Zafar Iqbal wurde 1983 mit dem Arjuna Award ausgezeichnet. 2012 erhielt er den Padma Shri.